# Hypomecis formosana
Boarmia formosana là một loài bướm đêm trong họ Geometridae.